# Дуб у с. Будилка
Дуб у селі Будилка — ботанічна пам'ятка природи місцевого значення в Україні. Знаходиться в центральній частині с. Будилка, по вул. Садова, буд. 5, на подвір’ї житлового будинку. Площа 0,01 га. Оголошено територією ПЗФ 23.12.1981. У пам’ятці природи охороняється поодинокий унікальний за віком та параметрами дерево дуба черешчатого (вік – 350 років, висота – 25 м, обхват на висоті 1,3 м – 530 см).